# 斜角筋
斜角筋（しゃかくきん、英語: scalene muscles）は、深頚筋のうち、頚部脊柱の横突起から平行に走る細長い筋肉である。前斜角筋と中斜角筋、後斜角筋、最小斜角筋の4部に分けられる。
頭部を側方へ傾けるが、呼吸補助筋としても機能する。